# المحانبة (إب)

تعديل مصدري - تعديل

المحانبة محلة تابعة لقرية الخربة، التابعة لعزلة ثواب اعلى بمديرية إب إحدى مديريات محافظة إب في الجمهورية اليمنية.، بلغ تعداد سكانها 84 حسب تعداد اليمن لعام 2004.